# LiquidFeedback
Liquid Feedback (abreujat lqfb) és un  programa lliure de formació d'opinió i presa de decisions que permet la democràcia directa i la representativa alhora. A l'hora de votar es pot votar directament o delegar el vot en algú, qui al seu torn pot tornar-lo a delegar. En qualsevol moment es pot deixar de delegar en algú, i també delegar en diferents persones segons el tema tractat. Aquest sistema es coneix com a democràcia líquida. Aquest sistema permet prendre decisions que canalitzen millor el coneixement desigual dels participants, sense deixar de reflectir la voluntat de cadascú.
Liquid Feedback està dirigit a partits polítics, associacions i grups ciutadans, especialment quan la quantitat de membres és massa gran com per conèixer la seva opinió usant fòrums o llistes de correu.
La delegació de vot crea estructures de poder similars a les de la democràcia representativa, encara que molt més dinàmiques, ja que es pot canviar el vot delegat en qualsevol moment. Segons els promotors això és necessari per reflectir l'opinió de tots, incloent a usuaris que no disposen de temps, superant el problema de ser "dominats pels extravertits", habitual en estructures assembleàries o de base ("grassroot democracy").

## Ús
Els usuaris poden enviar propostes (anomenades "iniciatives") perquè siguin votades pels altres. L'emissor de la proposta la classifica en una àrea temàtica adequada o crea una de nova. També es poden enviar propostes alternatives a propostes existents.
Els administradors de l'eina marquen límits temporals i quòrums per les propostes, i decideix quin tipus d'accions resulten després d'una votació acceptada.

## Història
Liquid Feedback va ser escrit per Andreas Nitsche, Jan Behrens, Axel Kistner y Bjoern Swierczek. El programari incorpora conceptes de democràcia líquida, desenvolupament de propostes, vot preferencial o mètode de Schulze, i de democràcia interactiva. Va ser publicat a l'octubre de 2009 per Public softare Group e.V. després suggeriments d'alguns membres del Partit Pirata alemany, insatisfets amb els mètodes existents fins llavors per a la formació d'opinió política. Tot i aquesta relació amb els pirates alemanys, els desenvolupadors mantenen un grup completament independent i promocionen l'ús del programari per altres partits i organitzacions. La primera versió estable del "back end" va ser publicada a l'abril de 2010.
Ha estat usat amb èxit per a la preparació de diverses convencions nacionals del partit pirata alemany, austríac, italià, suís i brasiler. També ha estat usat per Slow Food (Alemanya) i el Moviment Cinc Estrelles a Itàlia.

## Especificacions tècniques
El "front end" està escrit en  Lua i el "back end" a PL / pgSQL. Ambdues parts amb llicència MIT. També hi ha un API que permet interacció amb aplicacions externes.

## Crítiques
Alguns membres del Partit Pirata alemany han criticat que tots els vots siguin públics, garantint la transparència però impedint als participants mantenir en secret la seva opinió política. Encara que el nom d'usuari pot desvincular-se de la identitat de la persona, ja que els comptes s'obren amb una clau anònima que es genera a l'afiliar-se. Però com també hi ha discussió i promoció d'idees, és habitual no amagar la identitat real.
També ha rebut crítiques per crear estructures de poder. S'ha introduït la possibilitat d'eliminar usuaris no actius i també que les delegacions caduquin.
S'ha dit que el sistema no té en compte els interessos de les minories.